# Borszewice
Borszewice (prononciation [bɔrʂɛˈvit͡sɛ]) est un village de la gmina de Łask, du powiat de Łask, dans la voïvodie de Łódź, situé dans le centre de la Pologne
Il se situe à environ 8 kilomètres au nord-ouest de Łask (siège de la gmina et du powiat) et 34 kilomètres au sud-ouest de Łódź (capitale de la voïvodie).

## Histoire
À l'origine, le village appartenait aux archevêques de Gniezno , mentionnés en 1413. À partir de 1799, c'était un village gouvernemental.
La paroisse a été fondée au XVe siècle par l'archevêque Mikołaj Trąba . On sait que les habitants des villages voisins au début du XVIe siècle ont donné à un presbytère de Borszewice un chant et un sou de champ.

## Administration
De 1975 à 1998, le village était attaché administrativement à l'ancienne voïvodie de Sieradz.

Depuis 1999, il fait partie de la nouvelle voïvodie de Łódź.